# Horst Bergmann (Ringer)
Horst Bergmann (* 24. November 1937 in Neusalz; † 10. September 2016) war ein deutscher Ringer.
Er wuchs in Lichtenfels auf, trat dem AC Lichtenfels bei und erlernte bei Valentin Kohmann das Ringen. Bereits mit 20 Jahren hatte er die deutsche Spitzenklasse erreicht, als er bei den deutschen Meisterschaften 1957 im Freistil, Leichtgewicht, hinter Karl Scherm, Neuaubing den 2. Platz belegte. 1960 wurde er erstmals deutscher Meister im Leichtgewicht, Freistil, vor Gottlieb Neumair, Neuaubing und Klaus Rost, Witten. Seinen zweiten deutschen Meistertitel erkämpfte er sich 1965, wiederum im Leichtgewicht, Freistil, vor Peter Zeiher, Brötzingen und Edmund Seger aus Freiburg im Breisgau. Daneben wurde Bergmann noch viermal deutscher Vizemeister.
Seinen größten sportlichen Erfolg erkämpfte er sich 1960, als er sich in der Qualifikation für die  Olympischen Spiele 1960 in Rom im Leichtgewicht, Freistil, gegen Klaus Rost und Adolf Franke, Leipzig, durchsetzte. Im olympischen Turnier unterlag er gegen Nizzola, Italien und Enju Waltschew Dimow, Bulgarien und blieb unplatziert.
Horst Bergmann blieb für seinen Verein noch bis Mitte der 1970er Jahre in Mannschaftskämpfen aktiv, engagierte sich danach viele Jahre als erfolgreicher Trainer im Nachwuchsbereich. Privat baute er sich einen Getränkehandel auf.